# Ammocharis nerinoides
Ammocharis nerinoides är en amaryllisväxtart som först beskrevs av John Gilbert Baker, och fick sitt nu gällande namn av Lehmiller. Ammocharis nerinoides ingår i släktet Ammocharis och familjen amaryllisväxter.
Artens utbredningsområde är Namibia. Inga underarter finns listade i Catalogue of Life.